# Бовилье, Энтони
Энтони Бовилье (англ. Anthony Beauvillier; 8 июня 1997, Сорель-Трейси, Квебек, Канада) — канадский хоккеист, левый нападающий клуба НХЛ «Вашингтон Кэпиталз».

## Карьера
Бовилье был выбран на входящем драфте для новичков QMJHL в 1-м раунде под общим 2-м номером клубом «Шавиниган Катарактез». В следующем сезоне 2014/15 благодаря своей выдающейся игре он был вызван на матч всех звёзд среди топ проспектов CHL, где был капитаном команды Cherry. В том сезоне Энтони также был вызван на матч всех звёзд QMJHL.
23 октября 2015 года Бовилье подписал трёхлетний контракт новичка с клубом НХЛ «Нью-Йорк Айлендерс», который выбрал его на драфте 2015 года в 1-м раунде под общим 28-м номером. 13 октября 2016 года он сыграл свой первый матч в НХЛ и в нём же набрал свой первый балл за результативность, отдав голевую передачу. 18 октября 2016 года он забил свой первый гол в НХЛ в ворота голкипера Аарона Делла из «Сан-Хосе Шаркс».
15 ноября 2018 года Бовилье сделал свой первый хет-трик в карьере НХЛ в матче против «Нью-Йорк Рейнджерс», благодаря этому «островитяне» победили со счётом 7-5. 28 августа 2019 года подписал новый двухлетний контракт с «Айлендерс» со средней зарплатой в 2,1 млн долларов в год.
30 января 2023 года Энтони был обменян в «Ванкувер Кэнакс» на нападающего Бо Хорвата.
28 ноября 2023 года Бовилье был обменян в «Чикаго Блэкхокс» на право выбора в пятом раунде драфта 2024 года. 7 марта 2024 года Бовилье был обменян в «Нэшвилл Предаторз» на право выбора в пятом раунде драфта 2024 года.
1 июля 2024 года, будучи неограниченно свободным агентом, подписал однолетний контракт с «Питтсбург Пингвинз» на сумму $ 1,3 млн. 7 марта 2025 года был обменян в «Вашингтон Кэпиталз» за выбор во втором раунде драфта-2025.